# Мемориал павшим в Великой Отечественной войне (Грозный, Центральное кладбище)
Мемориал героям, павшим в боях за свободу и независимость Советской Родины в годы Великой Отечественной войны — мемориал в городе Грозном на Центральном кладбище, расположенном на Машинной улице.

## История и описание памятника
В 1942 году в боях против немецко-фашистских захватчиков на Грозненском направлении было ранено большое количество солдат, которые направлялись из полевых госпиталей в Грозный. Скончавшиеся от ран бойцы были захоронены на Северном (ныне Центральном) кладбище, расположенном на Машинной улице. В годы войны на кладбище было 7 братских и 85 одиночных могил (данных о фамилиях погибших не было, за исключением трёх солдат).
4 августа 1949 года Исполнительный комитет Грозненского городского Совета принял решение о благоустройстве братских могил. Предусматривался перенос останков воинов в одну общую братскую могилу в юго-восточной части кладбища и сооружение памятника. В 1950 году осуществлено перезахоронение.
12 августа 1950 года на братской могиле открыт памятник погибшим защитникам Родины. На открытии мемориала присутствовало 15 тысяч грозненцев.
Над братской могилой на постаменте была установлена бетонная фигура воина с автоматом на груди и с каской в левой руке. Картуш пьедестала имел рельефную надпись: «Вечная слава героям, павшим в боях за свободу и независимость нашей Родины».
В центре передней стороны ограды на блоке-постаменте, на его лицевой грани прикреплена чугунная плита с рельефным текстом: «Павшим героям от трудящихся Грозного». На верхней грани изображение развёрнутой книги (литьё, чугун) с текстом на её страницах: «Слава героической Советской Армии, отстоявшей независимость нашей Родины и завоевавшей победу над врагом. Слава великому советскому народу, народу-победителю».
Общая высота монумента составила 5 метров. Автор мемориала — Иван Твердохлебов.
В 1975 году, к 30-летию Победы в Великой Отечественной войне, проведена реконструкция мемориала, изменена планировка и оформление братской могилы, установлена новая фигура воина. Автор новой скульптуры — Александр Сафронов, оформление выполнил архитектор Яков Беркович. После реконструкции мемориальный ансамбль расположился на площадке 23 х 13 метров. В восточной стороны мемориал ограничен бетонной стеной высотой в 2,1 метра. В верхней части стены, через всю её длину, накладными бронзовыми буквами была выполнена надпись: «Вечная память павшим в боях за нашу Советскую Родину в годы Великой Отечественной войны 1941—1945 гг.».
Пьедестал памятника выполнен из бетона, после реконструкции облицован мраморной плиткой серого цвета, имеет размеры 1,5 х 1,4 х 1,6 метра. Фигура воина выполнена из бетона, высота — 4 метра. Солдат изображён в плащпалатке, в правой опущенной руке — автомат, в левой согнутой руке — каска. Монумент был выполнен в чёрном цвете.
Рядом с памятником в центре площадки после реконструкции появился Вечный огонь Славы, оформленный в виде пятиугольной литой плиты (1,4 метра в поперечнике) с рельефным изображением ордена Отечественной войны. Симметрично по обе стороны от Вечного огня Славы расположены две братские могилы с надмогильными холмами призматической формы (7,6 х 3,6 х 0,6 метра). Стороны холмов, обращённых к Вечному огню, облицованы мрамором. На их плоскостях размещены по три литые пластины (1,4 х 0,6 метра) с рельефными эмблемами родов войск; противоположные стороны задернованы.
Остальная площадь мемориала покрыта бетонными плитами, по бокам братских могил были установлены бетонные вазы для цветов. Боковые стороны мемориала ограничены бордюром в 0,4 метра, покрытого плитками мрамора серого цвета. Боковая сторона имеет длину 13,1 метра, а открытая передняя сторона имеет 23 метра. Мемориал широкой аллеей соединён с прилегающей Машинной улицей.
6 марта 1970 года Постановлением Совета Министров Чечено-Ингушской АССР № 109 мемориал принят на государственную охрану.
В 1995 и 1999 годах в ходе боевых действий мемориал был частично разрушен, в частности, была повреждена верхняя часть фигуры воина, стена, вечный огонь, надмогильные холмы.
В 2007 году мемориал восстановили, в частности, отреставрировали фигуру воина, изменился внешний вид стены, зажжён Вечный огонь, территория покрыта каменной крошкой. Тем не менее, на тот момент не была восстановлена надпись на стене, а Вечный огонь остался без пятиугольной литой плиты с рельефным изображением Ордена Отечественной войны.
В 2009 году памятник снова изменил внешний вид, а территория мемориала благоустроена. В частности, фигура воина перекрашена в белый цвет (красным цветом была покрашена звезда на каске, которую держит солдат), постамент памятника облицован металлом, Вечный огонь Славы помещён в звезду красного цвета, вся территория мемориала облицована плиткой, на постаменте установлена табличка жёлтого цвета с текстом: «Вечная память погибшим в боях за нашу Советскую Родину в годы ВОВ 1941—1945 гг.».
В апреле 2011 года проведена реставрация: памятник приобрёл серебристый цвет. В то же время табличка с постамента исчезла.
В апреле 2012 года, в ходе субботников, ежегодно устраиваемых на кладбище перед празднованием Пасхи, территория мемориала снова изменила облик: фигура воина была полностью покрашена в серебристый цвет (в том числе и звезда на каске, которая ранее была красной).
В июне 2012 года мемориал посетили представители Администрации Президента России, которые осматривали в Грозном памятники, посвящённые Великой Отечественной войне, для предоставления информации Президенту России в рамках процедуры присвоения Грозному звания «Город воинской славы».

Мемориал в 1950 — 1975 годах
Мемориал после реконструкции 1975 года
Мемориал после восстановления 2008 года

Мемориал после реставрации 2009 года
Мемориал после реставрации 2011 года
Мемориал после реставрации 2012 года